# Cavacurta
Cavacurta – miejscowość i gmina we Włoszech, w regionie Lombardia, w prowincji Lodi.
Według danych na rok 2004 gminę zamieszkuje 868 osób, 124 os./km².